# Øye stavkirke
Kościół klepkowy w Øye (Øye stavkirke) – kościół klepkowy (słupowy), znajdujący się w norweskiej miejscowości Øye, w gminie Vang, w okręgu Oppland.
Kościół został wzniesiony około 1250 roku. W 1747 został rozebrany i zastąpiony nową świątynią wybudowaną w tym samym miejscu. W czasie renowacji w 1935 pod podłogą odnaleziono elementy starego kościoła słupowego. Dzięki 156 oryginalnym elementom świątyni udało się odbudować ją w pierwotnym kształcie. Prace budowlane zakończono w 1965 roku. Øye stavkirke jest jednym z najmniejszych kościołów klepkowych w Norwegii. Bryła świątyni jest podobna do kościoła w Reinli. Konstrukcja wspiera się na trzech wolnostojących słupach podtrzymujących sklepienie. Od czasu reformacji świątynia należy do Kościoła Norweskiego.